# Chrysolina rufoaenea
Chrysolina rufoaenea é uma espécie de artrópode pertencente à família Chrysomelidae.